# Volckmar Leisring
Volckmar Leisring, in den Quellen auch Volkmar bzw. Leissringk oder Leisringius (* um 1588 in Gebstedt; † 1637 in Buchfart) war ein deutscher Kantor, Komponist und evangelischer Pfarrer.

## Leben
Ab 1606 studierte Leisring in Jena Theologie. Zu seinen Freunden und Kommilitonen gehörten Johann Matthäus Meyfart und Caspar von Teutleben. In seiner Jenaer Zeit ließ Leisring eine Festrede unter dem Titel Corona Musices, also „Zum Lobe der Musik“ drucken. Darin lobt Meyfart ihn als einen Musiker, der sowohl in der Theorie als auch in der Praxis hervorragend ist. Nach dem Druck verschiedener Einzelwerke veröffentlichte Leisring seine Sammlung 5- bis 8-stimmiger Chorsätze zum Gottesdienstgebrauch unter dem Titel Cymbalum Davidicum und ein musikwissenschaftliches Werk Breviarium Artis Musices. 1612 wird er Rektor, Kantor und Stadtschreiber in Schkölen bei Weißenfels. Vermutlich hat er in diesen Jahren Kontakt zu den Komponisten Melchior Vulpius und Johann Hermann Schein. 1618 wird er Pfarrer zu Nohra im Erfurtischen und 1629 schließlich in Buchfart. Zerrieben von Sorgen um das tägliche Brot in den Wirren des Dreißigjährigen Krieges entstehen in der Pfarramtszeit vermutlich keine Kompositionen mehr.

## Werke
- Brautlied aus dem XXVI. Capitel Syrachs, Jena 1609.
- Cymbalum Davidicum von 4, 5, 6 und 8st. Teutschen Liedern, Jena 1609, 2. Auflage Erfurt 1619.
- Canticum gratulatorium in Faustum, Jena 1610.
- Corona musices, quam ex lectissimis & suavissimis, ac ex musaru[m] charitumq[ue] viridario decerptis flosculis, Jena 1611 (Digitalisat des Exemplars der Dänischen Königlichen Bibliothek).
- Breviarium artis musices oder Ein kurtzes u. einfeltiges Musikbüchlein für die jungen Knaben, so da erstlich anfahen singen zu lernen, vnd andern dieser Kunst Liebhabern: auff das aller deutlichste fragweise gestellet, jetzo auffs newe vbersehen, vnd mit etlichen Capitibus vermehret, Jena 1615.
- Strenophonia oder ein new Jahr Geschenck, 4, 5, 6 u. 8-stimmig, Jena 1615.
- Taedae nuptiales in 16 anmutigen Hochzeitgesängen, Erfurt 1624.